# منظمة بيلدنج أ فيوتشر
وهي منظمة عالمية خيرية غير ربحية مكرسة لتحسين الظروف المعيشية للأطفال الفقراء في أمريكا اللاتينية. تعمل المنظمة حاليا في تيغوسيغالبا، هندوراس.  

## تاريخها
في شهر ديسمبر أصبحت  المنظمة مؤسسة غير ربحية. بدأت عام 2004 من قبل طلبة جامعة تكساس إي آند أم، أوحي إليهم بفعل شئ هام اجتماعيا قادر على أن يترك أثرا على الصعيد الدولي.
فقام خوسي مهومار و روبرت فير (مدراء المنظمة حاليا) بأخذ خطوة عن طريق عرض فكرة خيرية تسعى لتوفير التعليم للأطفال الفقراء في هندوراس. بدأت فكرة المنظمة في فصل بعنوان أكاديمية لقادة المستقبل الدوليين ثم تطورت عن طريق جهود منظمة بدعم من جامعة تكساس إي آند أم و تعد حاليا قيد التنفيذ لتشكيل شراكة مع معهد بورلاوج. وقرر خوسي وروبرت بالاستمرار في متابعة فكرتهم و شاركهم في ذلك بعض من أصدقائهم المقربين من جامعة تكساس إي آند أم.

## برامجها

### مركز تيكساكو لدعم الأسرة
منذ يناير عام 2006، قامت منظمة بيلدنج أ فيوتشر بخدمة مجتمع ضم أكثر من 500 طفل من خلال بناء مركز تيكساكو لدعم الأسرة. كانت هذه بادرة أول مشروع للمنظمة وقد أثبت نجاحه بالرغبة في خلق أثر أكبر في مجتمعات أخرى في هندوراس.
وفي يونيو من عام 2008، ضمنت المنظمة تبرع إضافي آخر من شيفرون تيكساكو لتزويد المركز بمواد تعليمية مثل الحاسوب، وجهاز العرض، والآلة الناسخة.

### برنامج جونيور ماستر جاردنر
وفي فبراير من عام 2009، استضافت المنظمة بالاشتراك مع معهد بورلاوج في جامعة تكساس إي آند أم برنامج جونيور ماستر جاردنر. والذي يتضمن منهاج دراسي يعمل على تثقيف الأطفال مع التركيز بشكل خاص على الزراعة والقدرة على تنفيذها في منشآت تعليمية مختلفة في كافة أنحاء هندوراس.

### حملة 1000 طفل محتاج
وفي يوليو من عام 2009، بدأت المنظمة بحملة للحفاظ على ثمانية مراكز لدعم الأسرة في تيغوسيغالبا من الإغلاق الناجم عن النقص في التمويل. وبسبب الاضطراب السياسي، لم تتلق المراكز أي معونات تستند عليها لمواصلة العمل.وقد سعت المنظمة لجمع ما لا يقل عن 12,000 دولار أمريكي لسد الفجوة كي تمنع هذه المراكز من الإغلاق أو من تقليل أعمالها.

### أنشطة ترفيهية في حدث الحديقة
كجزء من هذه الحملة، خططت منظمة بيلدنج أ فيوتشر لاستضافة حدث خيري في متنزه كوكونت غروفز كيندي بالقرب من ميامي، وذلك بتاريخ 15 آب من عام 2009. احتوى الحدث على الطعام, والألعاب الترفيهية مقابل التبرعات المقترحة لدعم الحملة.

## وصلات خارجية
- Official Building a Future website
- Official Building a Future Facebook Page